# WNT1
WNT1‏ (Wnt family member 1) هوَ بروتين يُشَفر بواسطة جين WNT1 في الإنسان.